# Правовая политика
Правовая политика — деятельность государственных и муниципальных органов по созданию эффективного механизма правового регулирования, по цивилизованному использованию юридических средств в достижении таких целей, как наиболее полное обеспечение прав и свобод человека и гражданина, систематизация и упорядочение правовых норм, укрепление дисциплины, законности и правопорядка, формирование правовой государственности и высокого уровня правовой культуры и жизни общества и личности.

## Формы реализации правовой политики
- Правотворческая форма воплощается в принятии, систематизации или отмене правовых актов. Однако, следует помнить, что главной особенностью считается не урезание количества правовых актов, а их систематизация и структуризация.
- Правоприменительная форма воплощается в правоприменительных актах, документах индивидуального характера. Особенностью данной формы является то, что в современных условиях значительно расширился субъектный состав правоприменения, из этого следует, что право стало доступнее для применения, таким субъектам правоотношений как органы местного самоуправления, общественные организации, юридические лица.
- Доктринальная форма преимущественно воплощается в проектах правовых актов, главной особенностью этой формы является формирование модели правового регулирования, которая в свою очередь отображает тенденции развития права.
- Правообучающая форма проявляется в подготовке юристов, обладающих творческим мышлением, которое нужно для принятия правильных решений в сложившей политико-правовой ситуации.
- Правоинтерпретационная форма воплощается в актах толкования правовых норм, появление данной формы связано с развитием прецедентного права.

## Принципы выстраивания правовой политики
- Социальная обусловленность
- Научная обоснованность
- Устойчивость и предсказуемость
- Легитимность, демократический характер
- Гуманность и нравственные начала
- Справедливость
- Гласность
- Сочетание интересов личности и государства
- Приоритетность прав человека
- Соответствие международным стандартам